# Ian Ferguson
Ian Ferguson (Taumarunui, 20 luglio 1952) è un ex canoista neozelandese.
È l'atleta neozelandese che ha vinto di più alle Olimpiadi; ha vinto tre titoli olimpici a Los Angeles 1984: nel K1 500 m, nel K2 500 m e nel K4 1000 m e altre due medaglie olimpiche a Seoul 1988: una d'oro nel K2 500 m e un argento nel K2 1000 m (tutte le gare del K2 con il compagno Paul MacDonald). Si è ritirato dall'attività agonistica.

## Palmarès
- Olimpiadi
  - Los Angeles 1984: oro nel K1 500 m, K2 500 m e K4 1000 m.
  - Seoul 1988: oro nel K2 500 m, argento nel K2 1000 m.

- Mondiali
  - 1983: argento nel K1 500 m.
  - 1985: oro nel K2 500 m.
  - 1987: oro nel K2 1000 m e bronzo nel K2 500 m.
  - 1990: argento nel K2 10000 m.